# Місто дитинства (фестиваль)
«Місто дитинства» —   фестиваль-конкурс вокального мистецтва; один з найпотужніших в Україні пісенних проектів. Щорічно відбувається у місті Южноукраїнськ Миколаївської області.
Проводиться за підтримки Міністерства культури України, Миколаївської обласної державної адміністрації, ВП Південноукраїнська АЕС, Южноукраїнської об'єднаної організації профспілок, Управління молоді, спорту та культури Южноукраїнської міської ради.
Організатор фестивалю — Громадська організація «Южноукраїнське молодіжне об'єднання „Місто дитинства“».
Директором фестивалю є Людмила Янкул — вчитель-методист, Відмінник освіти України, лауреат Премії Верховної Ради України.

## Мета фестивалю
Метою фестивалю є збереження та розвиток національних культур; популяризація української пісні; естетичний та духовний розвиток юних талантів; обмін досвідом, творчими досягненнями; встановлення контактів між колективами; створення позитивного іміджу атомної енергетики в культурній галузі України.
До участі у фестивалі-конкурсі допускаються колективи та окремі вокалісти віком від 7 до 25 років.

## Історія фестивалю
Вперше фестиваль «Місто дитинства» відбувся у 2014 році, як місцевий конкурс вокалістів на базі Южноукраїнської ЗОШ № 3.
Постійне місце проведення фестивалю-конкурсу — головна сцена Палацу культури «Енергетик».
Фестиваль має свій Гімн та свій логотип.

## Журі
До складу журі входять відомі педагоги з вокалу, зірки української естради, продюсери, директори міжнародних творчих фестивалів. До складу суддів також запрошується й переможець (Гран-Прі) минулого сезону (або його педагог).
Постійною головою журі фестивалю є Наталія Коваль — заслужений діяч мистецтв України, директор міжнародного фестивалю сучасної української пісні «Молода Галичина».

## Володарі Гран-Прі
- 2014 рік — Москаленко Інна, Южноукраїнськ, Миколаївська обл.
- 2015 рік — Мачкова Марія, Южноукраїнськ, Миколаївська обл.
- 2016 рік — Мкртчян Ерік, Харків[2].
- 2017 рік — Народний художній колектив «Щебетушки», Миколаїв[1].
- 2018 рік — Сичевська Катерина, Білорусь[3].
- 2019 рік — Ситник  Анастасія, Харків[4].